# Cezary Miszta
Cezary Miszta (Łuków, 30 ottobre 2001) è un calciatore polacco, portiere del Rio Ave.

## Carriera
Cresciuto nel settore giovanile del Legia Varsavia, debutta in prima squadra il 22 novembre 2020 in occasione dell'incontro di Ekstraklasa vinto 1-0 contro il KS Cracovia.
Nel 2024 si trasferisce in prestito al Rio Ave, club della prima divisione portoghese.

## Statistiche

### Presenze e reti nei club
Statistiche aggiornate al 4 novembre 2021.
| Stagione        | Squadra           | Campionato      | Campionato | Campionato | Coppe nazionali | Coppe nazionali | Coppe nazionali | Coppe continentali | Coppe continentali | Coppe continentali | Altre coppe | Altre coppe | Altre coppe | Totale | Totale |
| Stagione        | Squadra           | Comp            | Pres       | Reti       | Comp            | Pres            | Reti            | Comp               | Pres               | Reti               | Comp        | Pres        | Reti        | Pres   | Reti   |
| --------------- | ----------------- | --------------- | ---------- | ---------- | --------------- | --------------- | --------------- | ------------------ | ------------------ | ------------------ | ----------- | ----------- | ----------- | ------ | ------ |
| 2017-2018       | Legia Varsavia II | 3L              | 4          | 0          |                 | -               | -               |                    | -                  | -                  |             | -           | -           | 4      | 0      |
| 2018-2019       | Legia Varsavia II | 3L              | 10         | 0          |                 | -               | -               |                    | -                  | -                  |             | -           | -           | 10     | 0      |
| 2019-2020       | Legia Varsavia II | 3L              | 3          | 0          | CP              | 2               | 0               |                    | -                  | -                  |             | -           | -           | 5      | 0      |
| feb.-giu. 2020  | Radomiak Radom    | 1L              | 13         | 0          | CP              | 0               | 0               |                    | -                  | -                  |             | -           | -           | 13     | 0      |
| 2020-2021       | Legia Varsavia II | 3L              | 5          | 0          |                 | -               | -               |                    | -                  | -                  |             | -           | -           | 5      | 0      |
| 2021-2022       | Legia Varsavia II | 3L              | 3          | 0          |                 | -               | -               |                    | -                  | -                  |             | -           | -           | 3      | 0      |
| 2020-2021       | Legia Varsavia    | EK              | 6          | 0          | CP              | 3               | 0               |                    | -                  | -                  |             | -           | -           | 9      | 0      |
| 2021-2022       | Legia Varsavia    | EK              | 3          | 0          | CP              | 2               | 0               | UCL+UEL            | 0+3                | 0                  | SP          | 1           | 0           | 9      | 0      |
| Totale carriera | Totale carriera   | Totale carriera | 45         | 0          |                 | 7               | 0               |                    | 3                  | 0                  |             | 1           | 0           | 52     | 0      |

## Palmarès

### Club

#### Competizioni nazionali
- Coppa di Polonia: 1

Legia Varsavia: 2022-2023